# Alphonse Dugenne
Alphonse Jules Alexandre Dugenne (Pau, 10 febbraio 1841 – Tonchino, 20 dicembre 1887) è stato un militare francese. È noto per aver essere stato alla guida del battaglione caduto nell'imboscata di Bắc Lệ, durante la campagna del Tonchino.

## Biografia
Dugenne era figlio di Alexandre-Louis Dugenne, redattore del Mémorial des Pyrénées, e pronipote di Elie-François Dugenne.
Dugenne Entrò nell'accademia militare di Saint-Cyr nel 1859. Fu nominato caporale il 30 ottobre 1860, sottotenente del 2º Régiment Étranger il 1º ottobre 1861 e tenente il 1º ottobre 1866. Il 10 aprile 1867 fu trasferito all'81º Régiment d'Infanterie de Ligne. Fu promosso capitano il 12 marzo 1870 e prestò servizio dal 20 novembre 1870 nel 52º Régiment d'Infanterie de Marche. Il 18 dicembre 1870 divenne chef de bataillon senza inquadramento. Dal 20 dicembre 1870 prestò servizio nella Garde mobile della Haute-Loire. Si trasferì al 21º Régiment Provisoire il 13 aprile 1871 e fu posto in congedo temporaneo per esubero il 29 maggio 1871. Promosso capitano il 30 novembre 1871, dal 23 aprile 1872 prestò servizio nel 64º Régiment d'Infanterie de Ligne e dal 17 febbraio 1873 nel Régiment Étranger. Fu promosso chef de bataillon il 28 novembre 1878 nel 19º Régiment d'infanterie. Il 14 giugno 1879 si trasferì al 2º Régiment de Zouaves, il  6 novembre 1879 al 1º Battalion de Chasseurs à pied e il 22 agosto 1882 al 2º Bataillon d'Infanterie légère d'Afrique. Fu promosso tenente colonnello il 22 maggio 1884 nel 107º Régiment d'Infanterie.
Nel 1884 fu inviato in Tonchino. All'inizio di giugno, inflisse sanguinose perdite alle bande di pirati intorno a Đồng Tiến. Ricevette quattro ferite a Hong Hoa.

### L'imboscata di Bắc Lệ

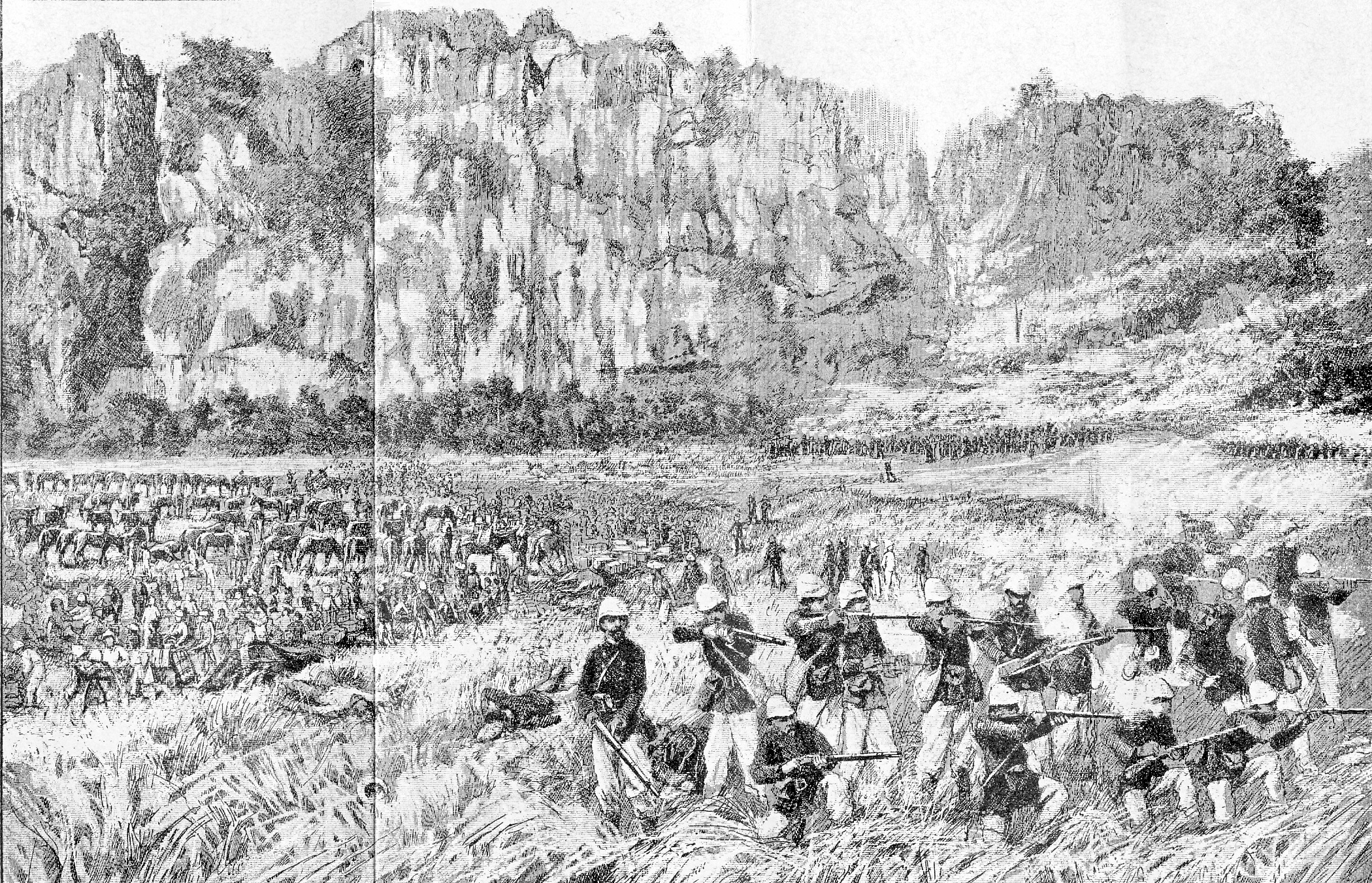
L'imboscata di Bắc Lệ

Il 23 giugno 1884, dopo la firma dell'accordo di Tientsin, Dugenne guidò una colonna di 799 soldati francesi verso Lạng Sơn. A Bắc Lệ incontrò diverse migliaia di soldati cinesi che si opponevano al suo passaggio. Il loro comandante inviò un parlamentare con una lettera in cui annunciava che, non avendo ordini, chiedeva al comandante della colonna francese di farglieli avere dal governo di Pechino. Dugenne, che è stato descritto come un personaggio "energico, molto irruente, alto, magro, sanguigno e bilioso, inadatto alla minima diplomazia ma capace di rompere tutto a rischio di rompere se stesso", rispose che lui aveva l'ordine di andare Lạng Sơn e che, entro tre ore, avrebbe proseguito il suo cammino. All'ora stabilita, Dugenne attraversò il fiume Thương. Sulla riva opposta fu investito da una pioggia di proiettili cinesi. Costretto a ritirarsi, chiamò il capitano Maillard e gli ordinò di tenere a bada la retroguardia e di non raggiungerlo prima di due ore. Alle 4 del mattino Maillard si unì alla forza principale, che aveva riattraversato il fiume e si era accampata sulla riva destra, riportando indietro solo un terzo dei suoi uomini.
Il tenente della fanteria di marina Bailly, responsabile della telegrafia ottica, fu incaricato di tentare, da una collina sulla riva sinistra, di avvertire il quartier generale francese di Hanoi della situazione della colonna. La luce attirò l'attenzione dei cinesi, che fecero piovere una pioggia di proiettili sulla collina. Salve di fuoco fecero credere loro che la collina fosse occupata da consistenti forze francesi. I cinesi decisero quindi di non impegnare il nemico e ciò permise ai francesi di recuperare il grosso della colonna e di continuare la ritirata in relativa sicurezza. Le truppe francesi arrivarono a Cao Song il 30 giugno 1884.

### Carriera successiva
Dugenne fu richiamato in Francia a settembre del 1884. All'inizio del 1885 fu inviato a Formosa e poi tornò nel Tonchino.
Il 29 marzo 1885 prese servizio servizio nell'11º Régiment d'Infanterie, il 6 febbraio 1886 nel 51º Régiment d'Infanterie. Il 10 febbraio 1886 prese servizio nell'11º Régiment d'Infanterie, poi, dopo un periodo nel 17º Régiment d'Infanterie e un breve rientro in Francia nel maggio 1887, fu promosso colonnello del 136º Régiment d'Infanterie il 1º luglio 1887 e lo stesso giorno si trasferì all'88º Régiment d'Infanterie.
Morì per la rottura di un aneurisma durante le operazioni tra il fiume Thương e il fiume Cầu contro Hoang Dinh Kinh il 20 dicembre 1887, pochi chilometri a nord di Tin-Dao. Fu sepolto in Phu Lang Thuong.